# Стадион Вартекс
Стадион Вартекс је фудбалски стадион у Вараждину Хрватска, на којем игра фудбалски клуб Вараждин, који се такмичи у Првој лиги Хрватске. 
Градски Стадион Вартекс се налази преко пута Фабрике „Вартекс“ на главном путу Вараждин - Загреб, у Загребачкој улици.
Године 2005. стадион је био споља реновиран. Капацитет стадиона је 10.800 места.